# باي أرينا
باي أرينا (بالألمانية: BayArena) هو ملعب كرة قدم يقع في مدينة ليفركوزن الألمانية. يسع الملعب لجلوس 30,210 متفرج. يعتبر الملعب الرسمي الذي يخوض فيه نادي باير ليفركوزن مبارياته. تم افتتاح الملعب في 2 أغسطس 1958 ثم تم تجديده مرتين في عام 1997 وفي عام 2009.

## معرض صور

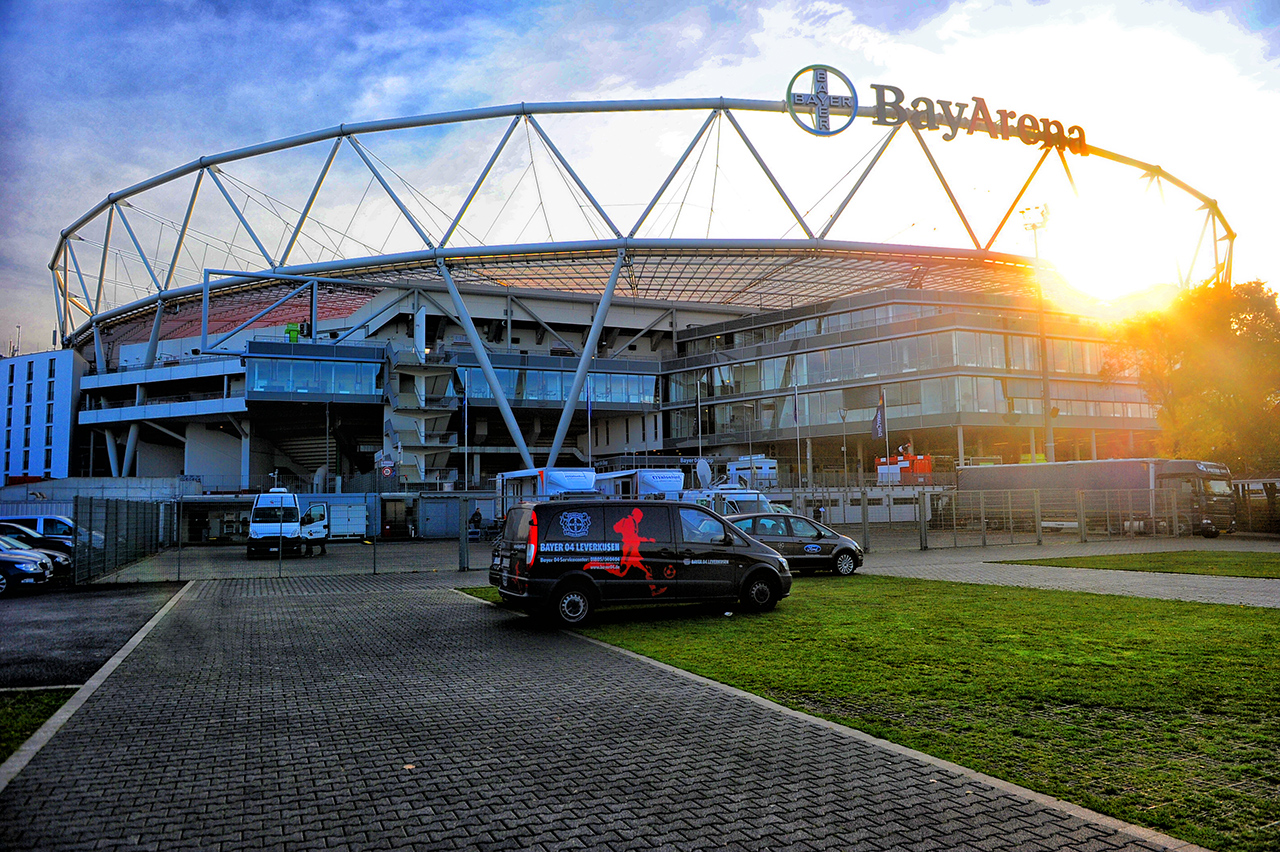
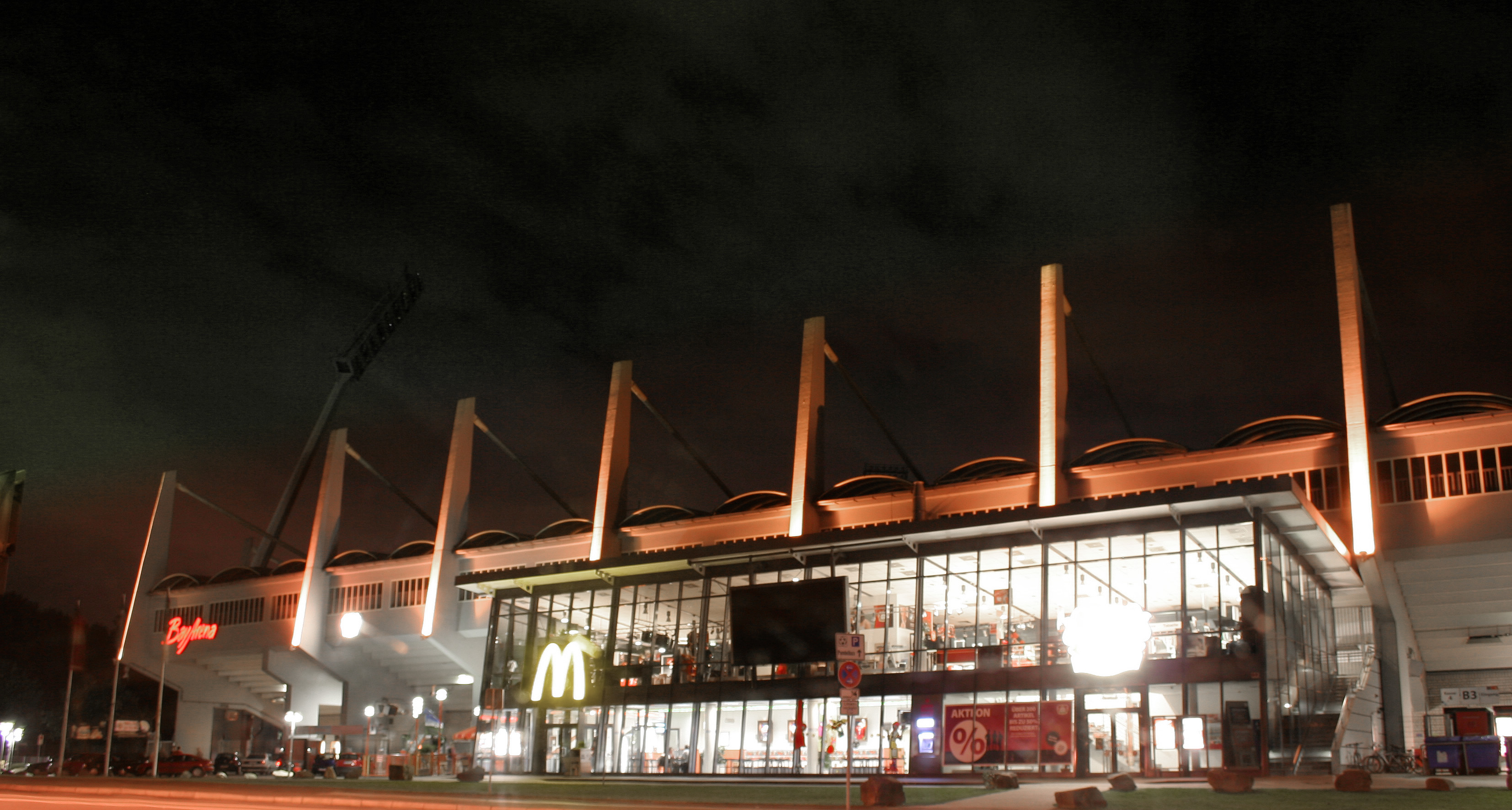
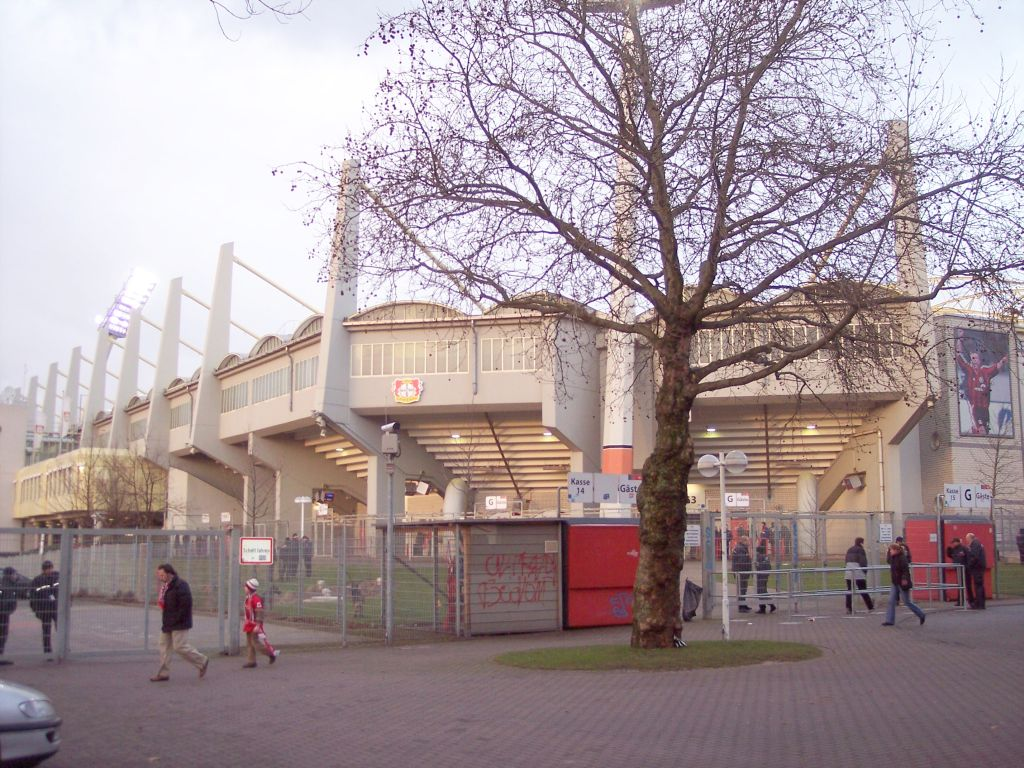
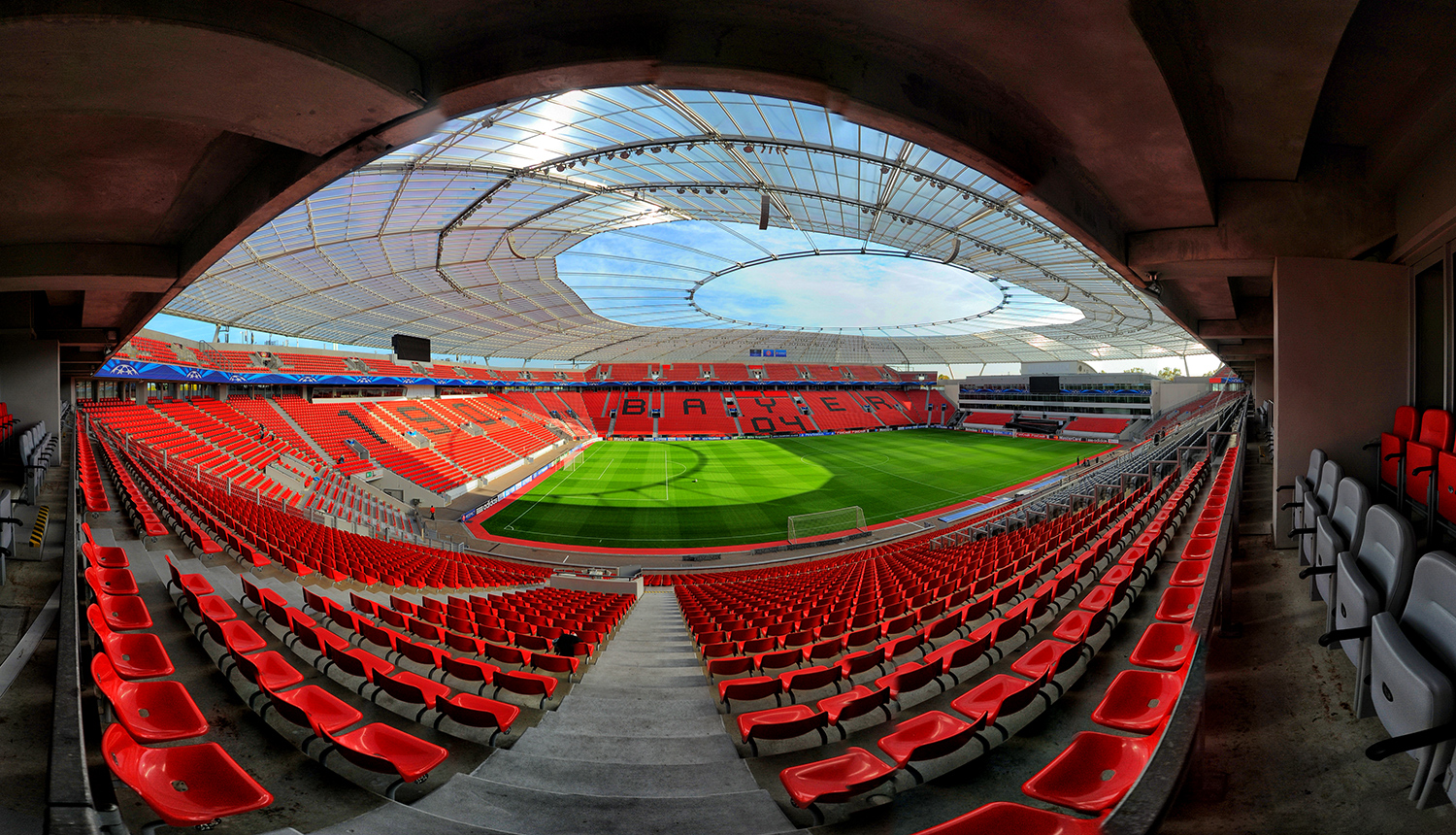

## وصلات خارجية
- الموقع الرسمي (بالألمانية)